# Adjudant-maître
 (décembre 2023).
Si vous disposez d'ouvrages ou d'articles de référence ou si vous connaissez des sites web de qualité traitant du thème abordé ici, merci de compléter l'article en donnant les références utiles à sa vérifiabilité et en les liant à la section « Notes et références ».
Adjudant-maître est un grade de sous-officier supérieur.

## Canada
Dans l'Armée canadienne et l'Aviation royale canadienne, adjudant-maître est un grade de sous-officiers supérieurs. Il est obtenu après avoir passé par un comité de sélection des promotions. Dans la Force terrestre, l'adjudant-maître occupe généralement la position de sergent-major de compagnie ou d'escadron. Dans cette position, l'adjudant-maître agit à titre de modèle pour les sous-officiers de la sous-unité, mais aussi de mentor pour les officiers juniors. Il est dans ce cas le sous-officier le plus senior de la sous-unité et assiste l'officier commandant. Il est aussi souvent employé dans des rôles divers au sein des quartiers généraux. Son insigne est une couronne entourée de lauriers. Son équivalent dans la Marine royale canadienne est le grade de premier-maître de deuxième classe.
| Précédé par Adjudant | Adjudant-maître | Suivi par Adjudant-chef |